# Queen Rocks
Queen Rocks är ett samlingsalbum av rockbandet Queen, släppt 1997, där de samlar sjutton av deras tyngsta rock- och metallåtar. 
Albumet innehåller även Queens sista helt nya låt, "No-One But You (Only the Good Die Young)", en tribut till Freddie Mercury och alla andra som dog före sin tid. Låten skiljer sig även stort från de andra låtarna då det är en powerballad.

## Låtlista
1. "We Will Rock You"
  - Från News of the World.
2. "Tie Your Mother Down"
  - Från A Day at the Races.
3. "I Want It All"
  - Från The Miracle.
4. "Seven Seas of Rhye"
  - Från Queen II.
5. "I Can't Live With You" [1997 'Rocks' Retake]
  - Nyinspelad version av en låt från Innuendo.
6. "Hammer to Fall"
  - Från The Works.
7. "Stone Cold Crazy"
  - Från Sheer Heart Attack
8. "Now I'm Here"
  - Från Sheer Heart Attack
9. "Fat Bottomed Girls"
  - Från Jazz.
10. "Keep Yourself Alive"
  - Från debutalbumet Queen.
11. "Tear It Up"
  - Från The Works.
12. "One Vision"
  - Från A Kind of Magic.
13. "Sheer Heart Attack"
  - Från News of the World.
14. "I'm in Love With My Car"
  - Från A Night at the Opera.
15. "Put Out the Fire"
  - Från Hot Space.
16. "Headlong"
  - Från Innuendo.
17. "It's Late"
  - Från News of the World.
18. "No-One But You (Only the Good Die Young)"

## Listplaceringar
| Plac. | Land           |
| ----- | -------------- |
| 7     | Storbritannien |
| 14    | Nederländerna  |
| 16    | Schweiz        |
| 16    | Österrike      |
| 32    | Nya Zeeland    |
| 51    | Sverige        |